# Микела Фиђини
Микела Фиђини (итал. Michela Figini) је бивша швајцарска алпска скијашица. Двострука је победница у укупном поретку Светског купа, олимпијска и светска шампионка у алпском скијању.
Током 1980-их доминирала је у брзинским дисциплинама, победивши у 26 трка од тога 17 у спусту. Освојила је четири мала кристална глобуса у спусту и по један у супервелеслалому и велеслалому.
На Светском првенству 1985. у Санта Катерини освојила је златну медаљу у спусту, док је две године касније у Кран Монтани освојила сребрне медаље у спусту и супервелеслалому.
Поред два велика кристална глобуса које је освојила у сезонама 1984/85. и 1987/88, навећи успех јој је освајање златне медаље у спусту на Зимским олимпијским играма 1984. у Сарајеву. На наредним Олимпијским играма 1988. у Калгарију освојила је сребро у супервелеслалому.
Повукла се након сезоне 1989/90. Удата је за бившег скијаша Ивана Едалинија и живи у Лугану.

## Освојени кристални глобуси
| Сезона | Дисциплина      |
| ------ | --------------- |
| 1985.  | Укупно          |
| 1985.  | Спуст           |
| 1985.  | Велеслалом      |
| 1987.  | Спуст           |
| 1988.  | Укупно          |
| 1988.  | Спуст           |
| 1988.  | Супервелеслалом |
| 1989.  | Спуст           |

## Победе у Светском купу
26 победа (17 у спусту, 3 у супервелеслалому, 2 у велеслалому, 4 у комбинацији)
| Датум              | Место            | Трка            |
| ------------------ | ---------------- | --------------- |
| 28. јануар 1984.   | Межев            | Спуст           |
| 29. јануар 1984.   | Сен Жерве Ле Бен | Комбинација     |
| 4. јануар 1985.    | Марибор          | Велеслалом      |
| 9. јануар 1985.    | Санта Катерина   | Комбинација     |
| 9. јануар 1985.    | Бад Клајнкирхајм | Спуст           |
| 10. јануар 1985.   | Бад Клајнкирхајм | Спуст           |
| 13. јануар 1985.   | Фронтен          | Супервелеслалом |
| 20. јануар 1985.   | Сен Жерве Ле Бен | Спуст           |
| 21. јануар 1985.   | Сен Жерве Ле Бен | Велеслалом      |
| 8. март 1985.      | Ароза            | Комбинација     |
| 6. јануар 1986.    | Марибор          | Комбинација     |
| 12. јануар 1986.   | Вал д'Изер       | Спуст           |
| 16. јануар 1987.   | Фронтен          | Спуст           |
| 8. март 1987.      | Калгари          | Спуст           |
| 11. децембар 1987. | Лојкербад        | Спуст           |
| 12. децембар 1987. | Лојкербад        | Супервелеслалом |
| 14. јануар 1988.   | Цинал            | Спуст           |
| 12. март 1988.     | Росланд          | Спуст           |
| 13. март 1988.     | Росланд          | Супервелеслалом |
| 2. децембар 1988.  | Вал д'Изер       | Спуст           |
| 12. јануар 1989.   | Гринделвалд      | Спуст           |
| 13. јануар 1989.   | Гринделвалд      | Спуст           |
| 7. фебруар 1989.   | Лејк Луиз        | Спуст           |
| 18. фебруар 1989.  | Лејк Луиз        | Спуст           |